# Drew Starkey
Pour les articles homonymes, voir Starkey.
Drew Starkey de son vrai nom : Joseph Andrew Starkey est un acteur américain né le 4 novembre 1993 à Hickory (Caroline du Nord).
Il est principalement connu pour son rôle de Rafe Cameron dans la série dramatique pour adolescents Outer Banks, diffusée sur Netflix entre 2020 et 2023.
En 2024, il interprète le rôle du jeune amant du romancier William S. Burroughs dans Queer de Luca Guadagnino, qui lui vaut d'après la presse spécialisée de devenir la révélation de la Mostra de Venise 2024.

## Biographie
Originaire de Caroline du Nord, Drew Starkey étudie le théâtre et la littérature à la Western Carolina University jusqu'en 2015. Après quatre ans de petits rôles et de travail alimentaire en parallèle, il obtient un rôle récurrent dans la série dramatique à succès de Netflix, Outer Banks.
En avril 2023, Drew Starkey est choisi pour interpréter le rôle du jeune amant du romancier William S. Burroughs dans le film Queer de Luca Guadagnino, face à Daniel Craig. Présenté à la Mostra de Venise en septembre 2024, le film permet à Starkey de s'émanciper de la série pour adolescents Outer Banks et, d'après le journal spécialisé Variety, de devenir la révélation du festival,.

## Filmographie

### Cinéma

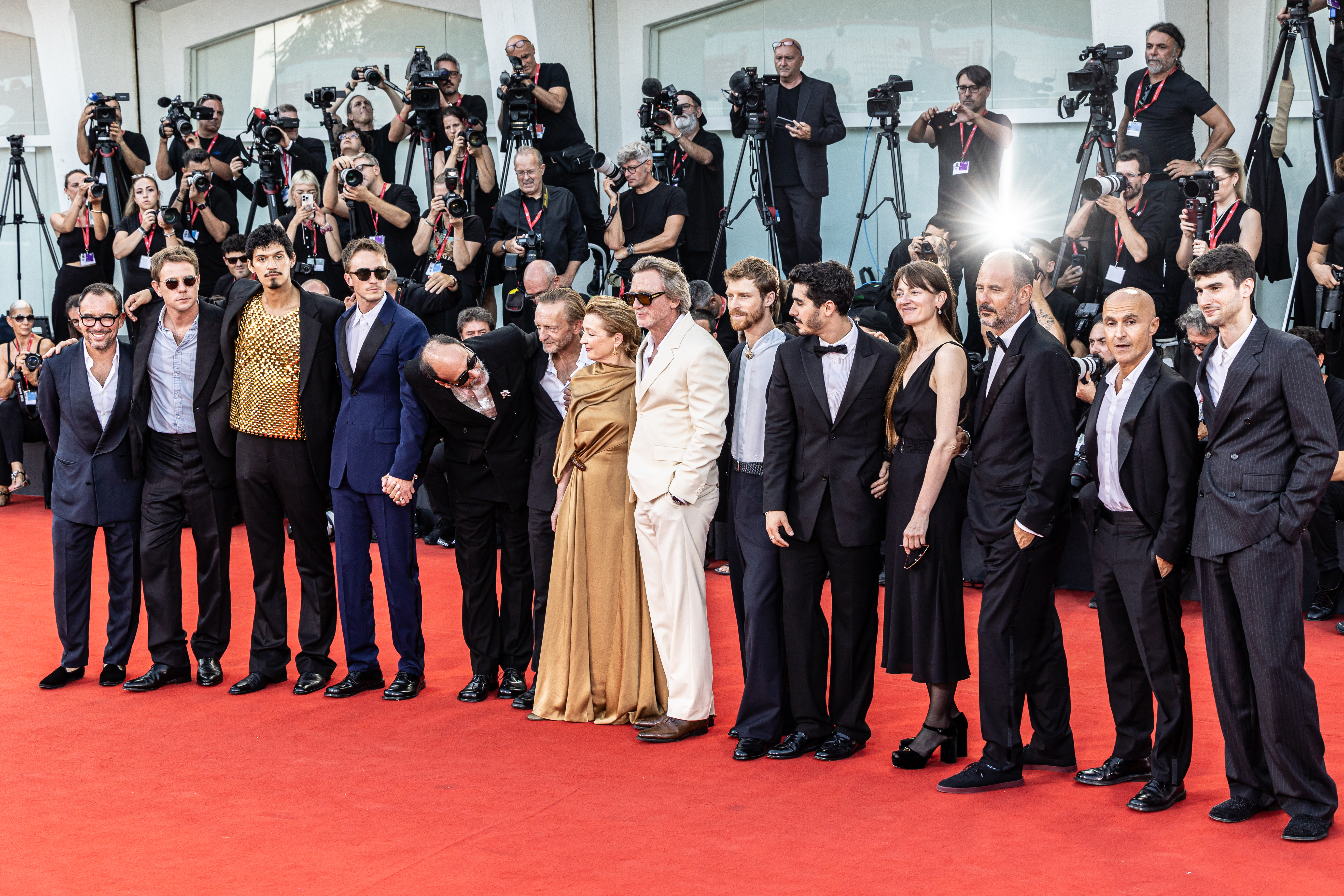
Avec la distribution de Queer lors de l'avant-première du film à la Mostra de Venise 2024.

- 2014 : The Radical Notion of Gene Mutation (court métrage) d'Andrew Dyson : Patrick Clemens
- 2015 : Lost Soles (court métrage) de Kent Browning : Scott
- 2015 : Bounds (court métrage) d'Andrew Dyson : Todd
- 2016 : Up the Hill (court métrage) de Jesse Allard : le client
- 2016 : Love is the Longest Con (court métrage) de Jason Miller : Adrian
- 2018 : American Animals de Bart Layton : garçon de la fraternité
- 2018 : Love, Simon de Greg Berlanti : Garrett Laughlin
- 2018 : The Hate U Give : La Haine qu'on donne (The Hate U Give) de George Tillman Jr. : le policier du 115
- 2019 : Mine 9 d'Eddie Mensore : Ryan
- 2019 : La Voie de la justice (Just Mercy) de Destin Cretton : un jeune garde
- 2019 : The Family Portrait (court métrage) de Matt Dickstein : Kevin Brody
- 2019 : Extended Stay (court métrage) de Paul Kim : Ricky
- 2020 : Le Diable, tout le temps (The Devil All The Time) d'Antonio Campos : Tommy Matson
- 2020 : Embattled (en) de Nick Sarkisov : Tanner Van Holt
- 2022 : Hellraiser de David Bruckner : Trevor
- 2023 : L'Autre Zoey (The Other Zoey (en)) de Sara Zandieh : Zach MacLaren
- 2024 : Queer de Luca Guadagnino : Eugene Allerton

### Télévision
- 2017 : Mercy Street : le soldat qui parie (saison 2, épisode 5)
- 2017 : Shots Fired : Clint Jr. (épisode 4)
- 2017 : Ozark : le garçon (épisode 5)
- 2017 : Dead Silent : Ethan Walton (saison 2, épisode 2)
- 2017 : Valor : Bobby (épisode 4)
- 2017 : Good Behavior : agent Bradfield (saison 2, épisode 5)
- 2018 : Brockmire : Brad Christie (saison 2, épisode 8)
- 2018 : Bobcat Goldthwait's Misfits & Monsters : Hunter Robinson (épisode 7)
- 2018 : The Resident : le jeune avocat (saison 2, épisode 4)
- 2019 : Doom Patrol : Tim (épisode 2)
- 2019 : Queen Sugar : Beau (saison 4, épisode 2)
- 2019 : Scream : Hawkins (4 épisodes)
- 2019 : Dolly Parton's Heartstrings : le guetteur (épisode 7)
- 2020 : Limbo : Rodney
- 2020 : Acting for a Cause : Demetrius (saison 3, épisode 4)
- 2020-2024 : Outer Banks : Rafe Cameron
- 2022 : La Liste finale : Alba Junior (4 épisodes)